# Antonia Campi (soprano)
Antonia Campi, nata Antonina Miklasiewicz (Lublino, 10 dicembre 1773 – Monaco di Baviera, 1º ottobre 1822), è stata un soprano polacco.

## Biografia
Iniziò la sua carriera nel 1785 a Lublino. Nel 1788 divenne una cantante della corte di Stanislao II Augusto Poniatowski a Varsavia. Nel 1789 studiò nella scuola reale di canto. Divenne rapidamente, in Polonia come all'estero, una celebrità, per la sua voce insolita, che aveva un'estensione di tre ottave. Fu invitata a esibirsi a Varsavia e anche in concerti attorno a Praga, dove si stabilì nel 1791, nella compagnia dell'impresario Guardoni. Lì sposò il primo cantante dell'opera, il basso Gaetano Campi il 2 febbraio 1791. Ebbero 17 figli, con 4 paia di gemelli e una volta dei trigemini. Deve probabilmente identificarsi con lei la «Signora Antonini» che interpretò il ruolo di Servilia nella prima de La clemenza di Tito di Wolfgang Amadeus Mozart.
In occasione dell'inaugurazione del nuovo teatro edificato da Emanuel Schikaneder a Vienna, il 13 giugno 1801, le fu affidato il ruolo di Clara nell'opera Alessandro di Franz Teyber. Il compositore italiano Ferdinando Paër scrisse appositamente per lei l'opera Sargino, ossia l'allievo d'amore (Vienna, 1803).
Dal 1818 al 1822 fu scritturata come primadonna del teatro di corte di Vienna. Nel 1818 fu nominata prima cantatrice imperiale (ersten kaiserlichen Sängerin).
Nel 1817 e 1820 la Campi fece un viaggio artistico in Europa: in Italia, in Germania (Mannheim nel settembre 1818, Lipsia e Dresda nell'ottobre) e in Polonia (Varsavia nel settembre 1820). Fu particolarmente apprezzata nelle sue interpretazioni delle opere di Wolfgang Amadeus Mozart.
Morì il 1º ottobre 1822 di una meningite durante una tournée, a Monaco di Baviera.

## Interpretazioni

### Nelle prime assolute
- Servilia ne La clemenza di Tito di Mozart, il 6 settembre 1791 al Teatro Nazionale di Praga (sotto il nome di Signora Antonini)[5]

### Altre
- La Contessa ne Le nozze di Figaro[7],
- Donna Anna nel Don Juan[7],
- Constanza ne Il ratto dal serraglio[7],
- La Regina della notte ne Il flauto magico[7]
- Vitellia ne La clemenza di Tito[8]